# 杉山全功
杉山 全功（すぎやま まさのり、1965年4月16日 - ）は、日本のプロ経営者・実業家。2017年時点で、取締役として10社以上の経営に関わった経験を持つ。経営者として株式会社ザッパラスや株式会社enish（杉山入社時は株式会社Synphonie）を上場に導き、「上場請負人」と呼ばれることもある。

## 人物
1988年（昭和63年）、関西大学 を卒業。在学中から真田哲弥、西山裕之など当時存在した関西の学生起業グループに属し、株式会社リョーマ（1987年設立、1992年経営破綻）に在籍していた。大学卒業後一度就職したが、退職し、学生時の仲間が1989年に設立した株式会社ダイヤル・キュー・ネットワークに設立時取締役として参画した。しかし、同社は法規制の強化もあって1991年に経営破綻した。ダイヤル・キュー・ネットワークの事業継続のため徳間グループが支援することになり、新設された徳間インテリジェンスネットワークがダイヤル・キュー・ネットワークから事業譲渡を受けて、杉山もその取締役となった。
1995年8月には株式会社シンフォレストの設立時取締役になった。1997年4月には有限会社クリプトメディアの取締役に就任した。1999年の12月には、株式会社マックスサポートの取締役になった。2000年6月には株式会社インデックスに、上場準備のために経営管理を手伝ってほしいと請われて、経営企画室長として入社した。インデックスは2001年3月にジャスダックに上場している。2001年10月には、インデックスが買収したストリーミングメディアコミュニケーションズの取締役に就任した。翌2002年7月には株式会社プラクティスの取締役副社長となった。
2004年には、ザッパラスの社長を引き受けた（1月に入社、4月に代表取締役就任）。ザッパラスはダイヤル・キュー・ネットワークの創業メンバーとしてともに働いた玉置真理が創業した企業であり、その縁で頼まれたものだった。就任後は事業の選択と集中を進め、2005年に東証マザーズ、2009年に東証一部に上場させた後、2010年に退任した。2011年には株式会社Synphonieに入社した。それまで縁のなかったソーシャルゲームの企業から、マネジメントの役割を期待されてのものだった。enishに社名変更後、2012年に東証マザーズ、2013年に東証一部に上場を果たした。経営参画してからマザーズ上場までは「実質的には史上最短」という評価もある。その後、2014年12月にenishの取締役を退任した。なお、ザッパラス・enishともに、杉山一人ではなく、リョーマのときに一緒だった松本浩介と組んで会社に入り、経営を行った。
この間も、2005年には株式会社ジープラスの取締役、2006年7月には株式会社アレス・アンド・マーキュリーの取締役、2010年5月には日活株式会社の取締役、2014年の6月には地盤ネットの社外取締役に就任している。
2021年11月現在は株式会社ROXX、日活株式会社、地盤ネットホールディングス株式会社、株式会社ACSL（旧社名：自立制御システム研究所）など複数社の社外取締役を引き受けているほか、コンサルティング、エンジェル投資も行っている。

## 来歴
- 1989年　株式会社ダイヤルキューネットワーク（1991年に経営破綻）　取締役
- 1991年　株式会社徳間インテリジェンスネットワーク　取締役
- 1995年　株式会社シンフォレスト（コンピュータソフトウェア事業）設立　取締役[13]
- 2000年　株式会社インデックス　入社　経営企画室長
- 2001年　ストリーミングメディア・コミュニケーションズ株式会社（2001年10月にインデックスにより買収[14]）　取締役
- 2002年　株式会社プラクティス（2011年7月現在[4]インデックスライツ[15]）　取締役副社長
- 2004年　株式会社ザッパラス　代表取締役社長
- 2007年　株式会社ザッパラス　代表取締役会長兼社長
- 2010年　株式会社ザッパラス　退任
- 2011年　株式会社Synphonie （現・株式会社enish）代表取締役社長
- 2014年　株式会社enish　退任